# 900 هـ
900 هـ هي سنة في التقويم الهجري امتدت مقابلةً في التقويم الميلادي بين سنتي 1494 و1495.

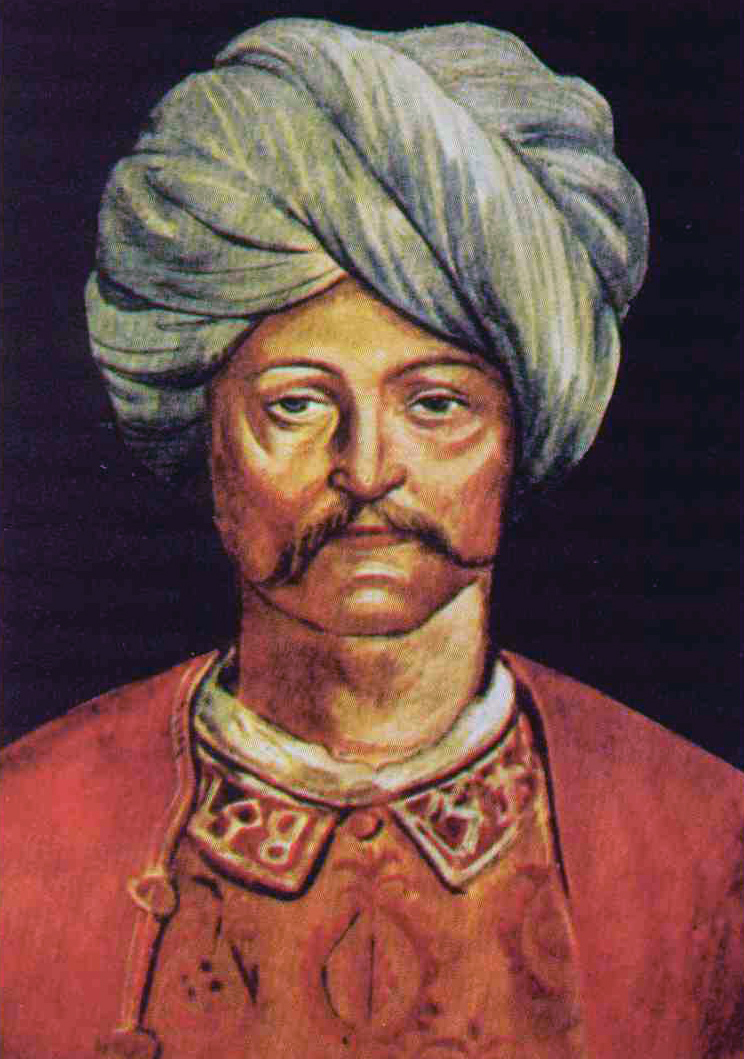
جم سلطان

## مواليد
- قطب الدين الصفوي

## وفيات
- إبراهيم بن علي الكفعمي
- عز الدين بن الحسين
- محمد بن عبد المنعم الحميري
- جم سلطان